# Domingo Namuncura
Domingo Namuncura Serrano (1952) es un trabajador social, diplomático y académico chileno de origen mapuche. Ejerció como Embajador de Chile en Guatemala entre 2014-2018, siendo el primer mapuche en ocupar este cargo en la historia diplomática de Chile. Integró de manera activa el Movimiento de DDHH y fue uno de los fundadores del Servicio Paz y Justicia, SERPAJ-CHILE.
En el primer gobierno democrático, con el presidente Patricio Aylwin, coordinó una comisión ministerial de DDHH. Fue asesor presidencial en los gobiernos de Ricardo Lagos y Michelle Bachelet. 
Fue director nacional de la Corporación Nacional de Desarrollo Indígena (Conadi). Fundó el Programa de Derechos Indígenas en Chile 21 (2010) entidad de la cual se desvinculó posteriormente y en el 2012, creó el Observatorio de DDHH en la Universidad Academia de Humanismo Cristiano.

## Biografía
Namuncura ("pie de piedra" en mapudungun) es trabajador social egresado y titulado en la Universidad Católica de Valparaíso y fue alumno de Magíster en Trabajo Social y Ciencia Política en la Universidad Academia de Humanismo Cristiano, y trabajando aún en la memoria respectiva y en donde se desempeña como docente y Coordinador del Observatorio de Derechos Humanos.

## Trayectoria pública
Fue asesor presidencial en los gobiernos de los presidentes Patricio Aylwin, en Derechos Humanos; y Ricardo Lagos y durante el primer gobierno de Michelle Bachelet, como Asesor de Gestión Presidencial, oportunidad además en la que integró la Comisión Presidencial de Asuntos Indígenas y del Comité de seguimiento inter-ministerial en materia de políticas públicas indígenas. 
Fue Director de la CONADI entre 1997 y 1998.
En el ámbito internacional, el embajador de Chile en Guatemala fue delegado del Gobierno de Chile ante la Conferencia Mundial contra la discriminación y el racismo, en Durbaim, Sudáfrica (2001) y ante el foro permanente de Pueblos Indígenas en Naciones Unidas (junio de 2014) y cuenta con una extensa trayectoria en materia de Derechos Humanos y Asuntos Indígenas. Fue fundador y directivo nacional del Servicio Paz y Justicia de Chile (SERPAJ) y miembro de la Comisión Justicia y Paz del Episcopado. Actualmente sigue colaborando como analista de políticas públicas del Barómetro de Equidad en la Fundación Equitas y en el Programa de Derechos Indígenas que se ha integrado al Observatorio DDHH-UAHC.
Namuncura es miembro de la comunidad originaria Felipe Namuncura de Loncoche y actualmente también es miembro de la Comunidad Lelfunche, de La Florida. Asimismo, ha integrado en varios períodos la directiva nacional y la comisión política del PPD.